# Нюрапия
Нюрапия (устар. Нюрапи-Я) — река в России, протекает по Берёзовскому району Ханты-Мансийского АО. Устье реки находится в 539 км по левому берегу реки Северная Сосьва. Длина реки составляет 28 км. В 5 км от устья по левому берегу впадает река Нюрапиятоип.

## Данные водного реестра
По данным государственного водного реестра России относится к Нижнеобскому бассейновому округу, водохозяйственный участок реки — Северная Сосьва, речной подбассейн реки — Северная Сосьва. Речной бассейн реки — (Нижняя) Обь от впадения Иртыша.
Код объекта в государственном водном реестре — 15020200112115300024918.